# Isabelle Keith
Isabelle Lovit Keep, senare Keith född 27 maj 1898 i Nebraska, död 20 juli 1979 i Mill Valley, var en amerikansk skådespelerska.

## Biografi
Keith började sin karriär på Paramount Pictures 1919, då under namnet Isabelle Keep. Hon gick sedan över till att medverka i några filmer av Mack Sennett. Efter att ha medverkat i filmen De fyra ryttarna bytte hon namn till Isabelle Keith.
Hon medverkade även i komikerduon Helan och Halvans kortfilmer En lycklig dag från 1929 och Klubbmiddag från 1931, där hon spelar fru till både Helan och Halvan i respektive film. Hon var den enda skådespelerska som spelade fru till båda två.
Hon var gift med manusförfattaren Richard Weil, som skrev manus till några ljudfilmer av Mack Sennett.

## Filmografi (i urval)
- 1921 – De fyra ryttarna
- 1927 – Konungarnas konung
- 1929 – En lycklig dag
- 1931 – Klubbmiddag
- 1931 – Mata Hari
- 1934 – En Manhattan-melodram
- 1934 – Ett farligt möte
- 1935 – Hjärter i trumf
- 1935 – Anna Karenina[4]